# 小行星8377
小行星8377（8377 Elmerreese）是一颗绕太阳运转的小行星，为主小行星带小行星。该小行星于1992年9月23日发现。

## 轨道参数
小行星8377的轨道半长轴为2.5403084 UA，离心率为0.098。